# Anton Erich Kratz
Anton Erich Kratz (Sambir, toen nog Sambor geheten, 2 februari 1917 – Innsbruck, 14 januari 1980) was een Oostenrijks componist, muziekpedagoog, dirigent, organist en pianist. Hij was een zoon van een Oostenrijks officier, die in het toenmalige Galicië gestationeerd was.

## Levensloop
Kratz studeerde muziek bij P. Weidling in Wenen en bij Josef Eduard Ploner in Innsbruck. Na het behalen van zijn diploma's werkte hij in de Oostenrijkse deelstaat Tirol en verhuisde in 1951 naar Zuid-Afrika. Aldaar werkte hij als dirigent aan de Opera-Society in Pretoria en later als dirigent van het Messias koor in Johannesburg. Een bepaalde tijd studeerde hij orgel bij Albert Schweitzer in diens ziekenhuis in Lambaréné. Door hem werd hij geïnspireerd tot zijn werk Rapsodie voor twee piano's, die hij samen met een vriend van Schweitzer in diens privéhuis in première bracht.
In 1968 keerde hij naar Oostenrijk terug en werkte vanaf het begin van de zeventiger jaren van de vorige eeuw als muziekleraar aan een school in Steinach am Brenner, waar hij initiatiefnemer was van de oprichting van een muziekschool. Hij werd opvolger van Franz Wessiack als dirigent van de Musikkapelle Steinach en bleef in deze functie tot 1973. Hij was eveneens van 1969 tot 1973 als opvolger van Alois Fintl dirigent van de spoorwegmuziekkapel Innsbruck (Bundesbahn-Musikkapelle Innsbruck).
Als componist schreef hij rond 70 werken voor verschillende genres.

## Composities

### Werken voor harmonieorkest
- 1964 Trotzenhacker, mars
- 1969 Der goldene Schuß, mars
- 1969 Eccosaisse, selectie
- 1969 Rapsodie, voor piano en harmonieorkest
- 1970 Pacific, concertmars
- 1970 Rapsodie in black
- 1970-1971 Suite chevalereque
- 1971 Schützen-Messe
- 1971 Unter der Lind´n, wals
- 1972 Frohes Wandern, ouverture
- 1972 Melancholie, tango
- 1972 Polonaise
- 1973 Alpenserenade naar motieven van Franz Abt, voor bugel, bariton en harmonieorkest
- 1974 Claudia, ouverture
- 1974 Die Jagd, ouverture
- 1974 Feierliches Vorspiel
- 1974 Meditation, intermezzo
- 1974 Missa florum
- 1974 ORF-Marsch
- 1975 Nostalgie, intermezzo
- 1975 Proloog nr. 2
- 1975 Steinach Voran, mars
- 1975 Swingout Boogie
- 1976 Padaster, ouverture
- 1977 Amazonen, wals
- 1977 Fanfare - gecomponeerd ter gelegenheid van het 150-jarig jubileum van de Musikkapelle Steinach
- 1977 Fantasie, voor piano en harmonieorkest
- 1977 Jungschützenmarsch
- 1977 Lebe wohl, auf Wiedersehen, ouverture
- 1977 Prosante, symfonisch gedicht
- 1977 Trauermusik - Elegie
- 1978 "Ade zur guten Nacht" variaties, voor bariton en harmonieorkest
- 1978 Concertino in modo classico, voor esklarinet, besklarinet en harmonieorkest
- 1978 Fare well, mars
- 1978 Kuhschellen-Landler
- 1978 Martin Knoller-Messe
- 1978 Pasticcio, voor twee trompetten en harmonieorkest
- 1979 David, treurmars
- 1979 Klarinettenpolka, voor twee klarinetten en harmonieorkest
- 1979 Musikantengalopp
- 1979 Prozessionsmarsch I
- 1979 Prozessionsmarsch II
- 1979 Requiem für Blasorchester
- 1979 Saul, treurmars
- Absamer Schützenmarsch
- Allegro, voor twee trompetten en harmonieorkest
- Autofahrer unterwegs, Paso doble
- Bach-Suite nr. 1
- Barock-Suite
- Verjaardags-variaties (Birthday-Variationen)
- Choral-Messe
- Das klingt so herrlich, kerstmuziek
- Drie stukken van oude meesters (Drei Stücke alter Meister)
- Herrliche Berge, sonnige Höh'n
- Huldigungsmarsch
- Intrada
- Londonderry-Air
- Musette-Walzer naar motieven van Niccolò Piccinni
- Pastoral-Messe
- Proloog nr. 1
- Protest-Marsch
- Sinfonischer Marsch
- Strahlende Augen
- Toccata
- Traumwalzer

### Vocale muziek

#### Werken voor koor
- Martin Knoller Messe, voor gemengd koor en orgel
- Missa florum, voor gemengd koor en orgel
- Missa in Es, voor gemengd koor en orgel
- Trompeten-Messe, voor gemengd koor, drie trompetten en orgel

### Kamermuziek
- 1972 Burlesque, voor drie trompetten en drie trombones
- 1972 Mis naar koralen van Johann Sebastian Bach, voor twee blazersensembles
- 1973 Impression gotique, voor zes blazers
- 1979 Orgel-Messe, voor orgel en koperblazers
- Divertimento, voor vijf saxofoons
- Jachtscène, voor zes blazers en pauken

### Werken voor piano
- Rapsodie, voor twee piano's

### Pedagogische werken
- Orgelschule von A.E. Kratz

## Publicaties
- Dann bist du tot. Südafrikanische Notizen, Wuppertal-Barmen, Jugenddients-Verlag, 1969. 113 p.